# Chionaema rubriterminalis
Chionaema rubriterminalis är en fjärilsart som beskrevs av Embrik Strand 1912. Chionaema rubriterminalis ingår i släktet Chionaema och familjen björnspinnare. Inga underarter finns listade i Catalogue of Life.